# The Secret Life of Girls
The Secret Life of Girls es una película estadounidense dirigida y escrita por Holly Goldberg Sloan. Está protagonizada por Majandra Delfino, Linda Hamilton, Eugene Levy y Meagan Good. Fue estrenada el 29 de mayo de 1999 en Estados Unidos.

## Sinopsis
Natalie Sandford (Majandra Delfino) es una adolescente de quince años que descubre que su padre, un profesor extravagante, tiene una aventura con una de sus alumnas. Que causa el divorcio de sus padres. 
Natalie se niega a ver como su familia se desintegra y se hace cargo de los inconvenientes que surgen, enfrentándose al modo en que todos niegan el problema familiar.

## Reparto
- Majandra Delfino como Natalie Sanford.
- Linda Hamilton como Ruby Sanford.
- Eugene Levy como Hugh Sanford.
- Meagan Good como Kay.
- Kate Vernon como Kay a los 40 años.
- Aeryk Egan como Jim Sanford.
- Andrew Ducote como Andy.
- Keith Bogart como Theo Howard.
- Emily Osment como Miranda Aiken.